# Соди-Дејзи (Тенеси)
Соди-Дејзи (енгл. Soddy-Daisy) град је у америчкој савезној држави Тенеси.

## Демографија
По попису из 2010. године број становника је 12.714, што је 1.184 (10,3%) становника више него 2000. године.
| Група             | 2000.          | 2010.          |
| Белци             | 11.245 (97,5%) | 12.206 (96,0%) |
| Афроамериканци    | 69 (0,6%)      | 88 (0,7%)      |
| Азијати           | 22 (0,2%)      | 41 (0,3%)      |
| Хиспаноамериканци | 92 (0,8%)      | 205 (1,6%)     |
| Укупно            | 11.530         | 12.714         |